# Wonder Boy (videogioco)
Wonder Boy è un videogioco arcade di genere a piattaforme realizzato dalla software house Escape (più tardi nota come Westone) e pubblicato da SEGA nel 1986. Uscì anche per diversi home computer e console a 8 bit. Ebbe diversi seguiti, dei quali il successivo fu Wonder Boy in Monster Land.

## Trama
Siamo nella preistoria. Tanya, la fidanzata del giovane cavernicolo Tom Tom (il "Wonder Boy" del titolo), viene rapita dal malvagio stregone Drancon. Armato solo del proprio coraggio e di un'ascia di selce, Tom Tom parte per affrontare le molteplici incarnazioni di Drancon e tentare di salvare la sua bella.

## Modalità di gioco
I livelli ("aree" secondo la denominazione del gioco) da affrontare sono dieci, ciascuno diviso in 4 round costituiti dalle stesse tipologie di territori che si ripetono continuamente: foresta, zona collinare, isole in mezzo all'oceano, caverne e caverne ghiacciate. Giocando si osserva che è possibile continuare (usare nuovi gettoni quando finiscono le vite) solo fino alla penultima area. Infatti, dal primo round dell'ultima area, il gioco non permette più di continuare indipendentemente dal numero di crediti a disposizione. Ciò fa sì che per arrivare alla fine il giocatore deve eseguire tutta l'ultima area con una sola partita. Inoltre, tramite i dip switch è possibile impostare la modalità DIFFICULT che fa iniziare la partita direttamente dall'area 4.
Tom Tom deve giungere sano e salvo al termine di ogni round, per poi poter affrontare una delle incarnazioni di Drancon (che appare ogni volta con una differente testa di mostro o animale, la quale alla sua sconfitta cade e si trasforma in un oggetto magico) al termine del quarto round dell'area in modo da giungere all'area successiva.
Tutto ciò dev'essere eseguito senza indugiare. Nella parte superiore dello schermo, infatti, è visibile un indicatore che rappresenta la vitalità di Tom Tom, che decresce con il passare del tempo. Per recuperare vitalità è necessario mangiare i frutti e i cibi che appaiono sullo schermo: quando la vitalità scende a zero, il Wonder Boy perde una vita. Quindi non solo bisogna stare attenti a un'enorme varietà di trappole e ostacoli, ma anche tentare di terminare il round più velocemente possibile.
L'approccio al gioco è quindi di un tipo molto comune per gli arcade del periodo, ma in seguito è stato largamente abbandonato: in sintesi, per terminare il gioco è indispensabile memorizzare esattamente la disposizione di tutti i nemici e le trappole, la sequenza in cui i frutti appaiono e le azioni da eseguire per evitare i primi e raccogliere i secondi.

### Bonus
All'inizio della partita Tom Tom è del tutto inerme, può solo correre e saltare, ma subito potrà trovare un enorme uovo che contiene l'ascia, sua unica arma per tutto il gioco. Ci sono numerose uova sparse per i vari round: esse possono contenere sia oggetti utili sia altri decisamente dannosi.

### Oggetti utili
- Ascia: quando viene gettata la sua traiettoria è a parabola, pertanto bisogna anche fare attenzione al posizionamento dei nemici e del giocatore. Inciampare in un sasso non provoca la perdita dell'ascia ma quella di una certa quantità di vitalità.
- Skateboard: raccogliendo questo oggetto Tom Tom potrà andare molto più veloce, ma sarà anche più difficile da controllare. Lo skateboard agisce anche come scudo (da notare infatti che quando Tom Tom lo raccoglie magicamente appariranno su di lui un casco e delle ginocchiere): la collisione con un nemico o un ostacolo provocherà solo la perdita dello skate e non di una vita del giocatore.
- Angioletto: esso svolazza sopra la testa di Tom Tom e gli conferisce invulnerabilità totale a qualunque nemico o ostacolo, fino a quando non vola via.
- Latte: ripristina immediatamente l'intero indicatore di vitalità.
- Fungo: se raccolto trasforma tutti i cibi e i frutti del round in cibo spazzatura (fette di torta, hamburger, gelati...) che elargiscono più punti e rimpolpano maggiormente l'indicatore di vitalità.

### Malus
- Morte: una piccola morte con tanto di falce aleggia sopra Tom Tom, accelerando di molto la velocità con cui l'indicatore di vitalità si riduce. Se si riesce ad ottenere contemporaneamente l'angioletto e la morte, il primo distruggerà la seconda e il giocatore guadagna ben 10.000 punti.

### Altro
Esistono poi altri due oggetti, non ottenibili tramite le uova, dagli effetti particolari:
- Bambola: se raccolta fornisce un bonus sostanziale che si può vedere nella schermata dei punteggi al termine di ogni round. Ciascun round contiene una bambola più o meno difficile da raccogliere: se al termine del gioco saranno state raccolte tutte si aprirà la strada per il livello segreto, l'ottava e ultima area, al termine della quale Wonder Boy si troverà di fronte al vero aspetto di Drancon.
- Fiore rosso: se si perde una vita prima di completare il livello ma dopo aver raccolto la bambola, il fiore rosso sostituisce la bambola quando si ripete il round.
- Pinguino: raccoglierlo vale 1000 punti e inoltre viene ripristinata un po' di vitalità.
- Lettere: Colpendo il terreno in certi punti con l'ascia o saltando ripetutamente in prossimità di quel punto (uno solo per round) è possibile ottenere una lettera. Ci sono 3 lettere ("e", "S" e "C", iniziali di eSCape che aveva la licenza del gioco poi ceduta a SEGA), dopodiché colpendo (o saltando) nel punto giusto si riceve una vita extra e riparte la raccolta delle lettere. Queste danno anche punti, rispettivamente 1000, 2000 e 3000.

## Serie
| Anno      | Nome                                                            | Note             | Editore/Sviluppatore                 |
| --------- | --------------------------------------------------------------- | ---------------- | ------------------------------------ |
| 1986      | Wonder Boy Wonder Boy Returns Wonder Boy Returns Remix          | arcade           | Sega, Escape                         |
| 2016      | Wonder Boy Wonder Boy Returns Wonder Boy Returns Remix          | remake HD        | CyberFront Korea                     |
| 2019      | Wonder Boy Wonder Boy Returns Wonder Boy Returns Remix          | remake HD        | CyberFront Korea                     |
| 1987      | Wonder Boy in Monster Land                                      | platform/rpg     | Sega, Westone                        |
| 1988      | Wonder Boy III: Monster Lair                                    | platform/shooter | Sega, Westone                        |
| 1989      | Wonder Boy III: The Dragon's Trap Wonder Boy: The Dragon's Trap | platform/rpg     | Sega, Westone                        |
| 2017      | Wonder Boy III: The Dragon's Trap Wonder Boy: The Dragon's Trap | remake HD        | DotEmu, LizardCube                   |
| 1991      | Wonder Boy in Monster World                                     | platform/rpg     | Sega, Westone                        |
| 1994      | Monster World IV Wonder Boy: Asha in Monster World              | platform/rpg     | Sega, Westone                        |
| 2021      | Monster World IV Wonder Boy: Asha in Monster World              | remake 2.5D      | ININ Games, Studio Artdink, G Choice |
| 2018      | Monster Boy and the Cursed Kingdom                              | platform/rpg     | FDG Entertainment, Game Atelier      |
| Antologie |                                                                 |                  |                                      |
| 2012      | Sega Vintage Collection: Monster World                          | '87–'94          | Sega                                 |
| 2018      | Sega Mega Drive Classics                                        | '88–'91          | Sega                                 |
| 2022      | Wonder Boy Collection                                           | '86–'94          | ININ Games, Bliss Brain              |

Wonder Boy: The Dragon's Trap, remake dell'omonimo titolo con cambio grafica hand drawn e 8Bit in tempo reale, pubblicato per le console Ps4, Xbox One, N. Switch, e Steam.
Monster Boy and the Cursed Kingdom, rappresenta Wonder Boy in Monster World 5 creato in collaborazione con Ryuichi Nishizawa creatore del famoso Wonder Boy e della serie Monster World. Pubblicato per i 30 anni della saga originale, prodotto da FDG Entertainment per le console Ps4, Xbox One, N. Switch, e Steam. Chi già possiede il gioco riceverà la versione Ps5 o Xbox Series come download gratuito.
Wonder Boy: Asha in Monster World, sviluppato da Studio Artdink è un remake con grafica 2.5D di Monster World IV. Ufficialmente il gioco doveva essere presentato al GDC 2020 a San Francisco, California, ma a causa degli eventi di pandemia covid-19 l'evento viene spostato al Gamescom 2020. Il gioco è stato pubblicato il 28 Maggio 2021.
Wonder Boy Collection, raccoglie quattro titoli della serie classica: Wonder Boy (arcade, 1986), Wonder Boy in Monster Land (arcade, 1987), Wonder Boy in Monster World (Mega Drive, 1991) e Monster World IV (Mega Drive, 1994), è stato pubblicato il 3 giugno 2022 per N. Switch e PS4.

## Titoli correlati
Nel tentativo di convertire il videogioco per NES, Escape si rivolse alla software house Hudson Soft. Subito però si presentarono dei problemi legali: SEGA non era intenzionata a far sì che un titolo di sua proprietà apparisse su una console Nintendo (allora la sua principale rivale nel campo videogiochi). Così, Hudson Soft convertì il gioco cambiando solo il nome (che divenne Adventure Island) e l'aspetto del protagonista, ma lasciando inalterato l'aspetto grafico e tutto il resto. Da allora in poi, comunque, quella di Adventure Island diventò una serie a sé stante, con numerosi seguiti del tutto scollegati al mondo di Wonder Boy, anche se spesso ne riprendevano alcune idee di base, come le uova giganti che contengono bonus.
Revenge of Drancon invece non è nient'altro che il titolo della conversione nordamericana del gioco per il Game Gear: fu deciso di rinominarlo così, anche se non si trattava di un seguito, per evitare confusione con Wonder Boy III: The Dragon's Trap, convertito per Game Gear nello stesso periodo.
Thunder Boy o Thunderboy è un videogioco uscito per Amiga nel 1988, il quale non era altro che un clone di Wonder boy prodotto dalla Rainbow Arts. Un'altra evidente imitazione è The Equalizer per Commodore 64.